# Битва у Бергена (1665)
Сражение у Бергена (англ. Battle of Vågen) — морское сражение Второй англо-голландской войны 1665 — 1667 годов, состоявшееся 2 (12) августа 1665 года в заливе Воген у входа в Бергенский порт. Английская эскадра под командованием контр-адмирала сэра Томаса Теддимана атаковала нидерландский торговый флот в Бергенском порту, обороной командовал голландский капитан Питер де Биттер. На стороне голландцев также сражался норвежский гарнизон крепости. Битва закончилась поражением и отступлением английской эскадры (хотя ни один английский корабль не был уничтожен, многие из них были серьёзно повреждены и понесли большие потери в личном составе).

## Начало войны

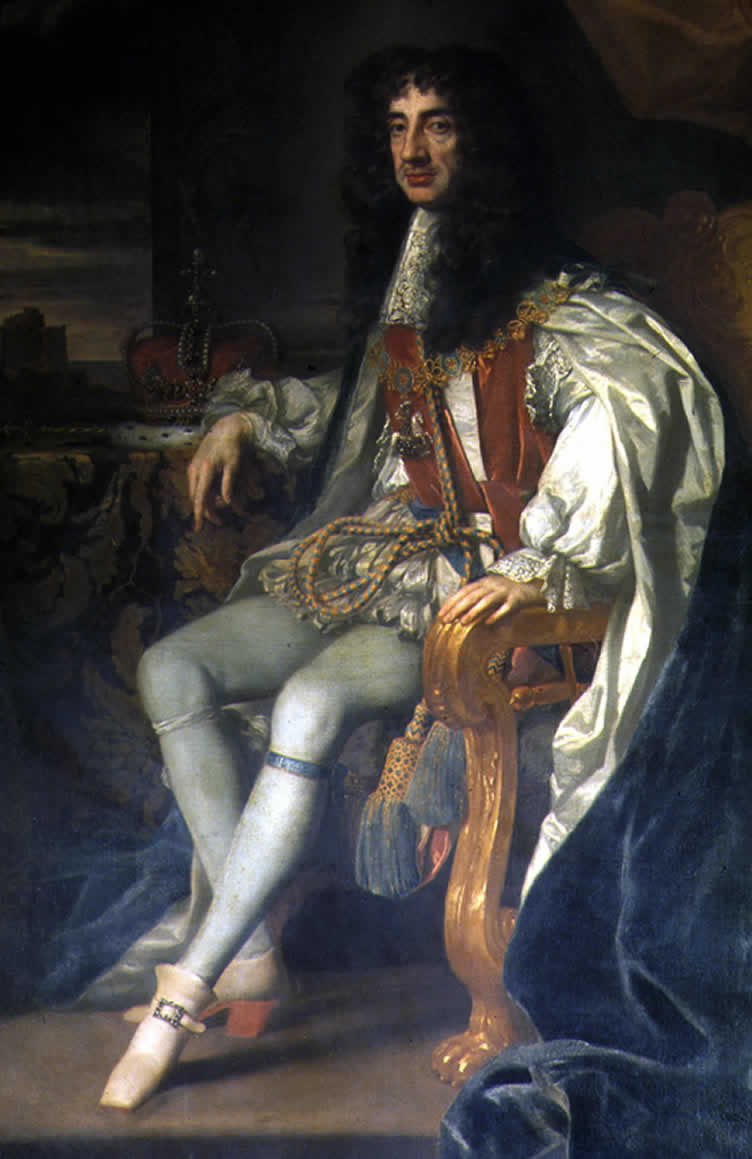
Карл II, король Англии

После окончания Первой англо-голландской войны в 1654 году на английский трон взошёл Карл II (1630—1685). При помощи новой войны с Голландской республикой он надеялся получить от парламента средства, необходимые для большей независимости королевской власти. Кроме того, король поддерживал интересы Королевской африканской компании, главным конкурентом которой являлась Голландская Ост-Индская компания. Война была объявлена весной 1665 года.
Первое столкновение флотов противников в Лоустофском сражении 13 июня 1665 года закончилось крупным поражением голландцев. Повреждённый голландский флот вынужден был возвратиться в порт, благодаря чему англичане временно получили контроль над ключевыми торговыми путями в Северном море и Ла-Манше. Английский флот под командованием графа Сандвича занял позицию на отмели Доггер-банка, чтобы ожидать там конвои, прибывающие из голландских колоний, и нападать на них. Англичанам стало известно, что голландский флот под командованием вице-адмирала де Рюйтера, прибывающий из Америки, находится у побережья Шотландии и собирается южным курсом пробиваться в голландские порты. 27 июля 1665 года граф Сандвич созвал военный совет, на котором было принято решение отправиться к норвежскому побережью, где англичане надеялись захватить конвой де Рюйтера. Однако они разминулись с голландским флотом, который 6 августа прибыл в порт Делфзейл. Английский флот безуспешно искал конвой, истратив за время поисков большую часть своих припасов. Поэтому, когда стало известно, что голландский конвой находится в гавани Бергена, на военном совете 9 августа было решено атаковать его. Для этой цели была выделена эскадра из 22 военных кораблей и 2 брандеров под командованием контр-адмирала Томаса Теддимана.

## Конвой Ост-Индской компании
Голландский конвой состоял из больших торговых судов Ост-Индской компании. Торговый конвой с грузом отправлялся из Нового Света в Европу дважды в год. В связи с началом войны командование конвоем было поручено опытному офицеру Πитеру де Биттеру. Груз стоимостью свыше 11 миллионов гульденов был велик как никогда раньше, так как голландцы предполагали, что начавшаяся война может вызвать затруднения в сообщении колоний с Европой. Конвой вышел из Ост-Индии 25 декабря 1664 года. Узнав о начале войны и поражении голландцев в Лоустофском сражении, де Биттер предположил, что Ла-Манш занят англичанами, и повёл конвой к северу от Шотландии, чтобы добраться до Нидерландов через Северное море. Коммерческие суда по приказу де Рюйтера отправились в Берген, а сам он с военными кораблями направился в Голландию, чтобы вернуться с большим флотом и сопровождать конвой на родину. 29 июня торговые суда конвоя прибыли в нейтральный порт Берген.

### Дипломатическая обстановка

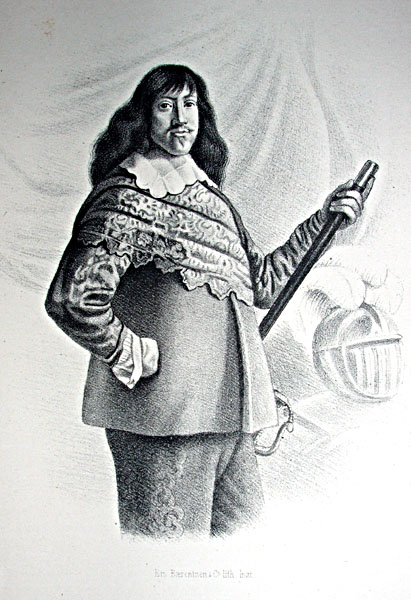
Фредерик III, король Дании и Норвегии

Несмотря на то, что король Дании и Норвегии Фредерик III был связан несколькими договорами с Республикой Соединённых провинций, датско-голландские отношения были достаточно напряжёнными. Нидерландская монополия в торговле с Америкой и Африкой препятствовала развитию датской торговли. Кроме того, ухудшению отношений способствовала недостаточная, с точки зрения датчан, поддержка со стороны их голландских союзников в Северной войне против Швеции (1655—1660 год). После поражения Голландии при Лоустофте Фредерик III взял курс на сближение с Англией. Он предполагал, что в случае дальнейших успехов англичан в войне многие голландские торговые суда начнут искать убежища в датских портах. В этом случае он планировал конфисковать эти гружёные товаром суда, что было бы финансово весьма выгодно для Дании. 24 июня 1665 года английский посланник Джилберт Тэлбот обратился к королю с предложением воспользоваться услугами английского флота для конфискации голландских судов. Фредерик III не отказался от помощи англичан, и посланник немедленно уведомил своё правительство о готовности датского короля к сотрудничеству. Генерал-адмирал английского флота герцог Йоркский Джейкоб Стюарт (будущий король Англии Яков II) немедленно отправил соответствующее распоряжение графу Сандвичу. Эти бумаги, полученные графом ещё до военного совета на Доггер-банке, должны были стать основой для последующих английских операций в норвежских водах.
Однако Фредерик опасался окончательного разрыва с Нидерландами. Он надеялся, что в создавшейся ситуации сможет получить немалую выгоду, не разрывая союза с голландцами, а напротив, предоставив им за определённую плату убежище от английского флота. Он приказал губернаторам датских и норвежских портовых городов не участвовать ни в каких боевых действиях ни на голландской, ни на английской стороне. Джилберт Тэлбот, узнав об этом, пытался сообщить об этом своему правительству, однако эта информация так и не достигла флота графа Сандвича.

## Ход боевых действий

### Переговоры

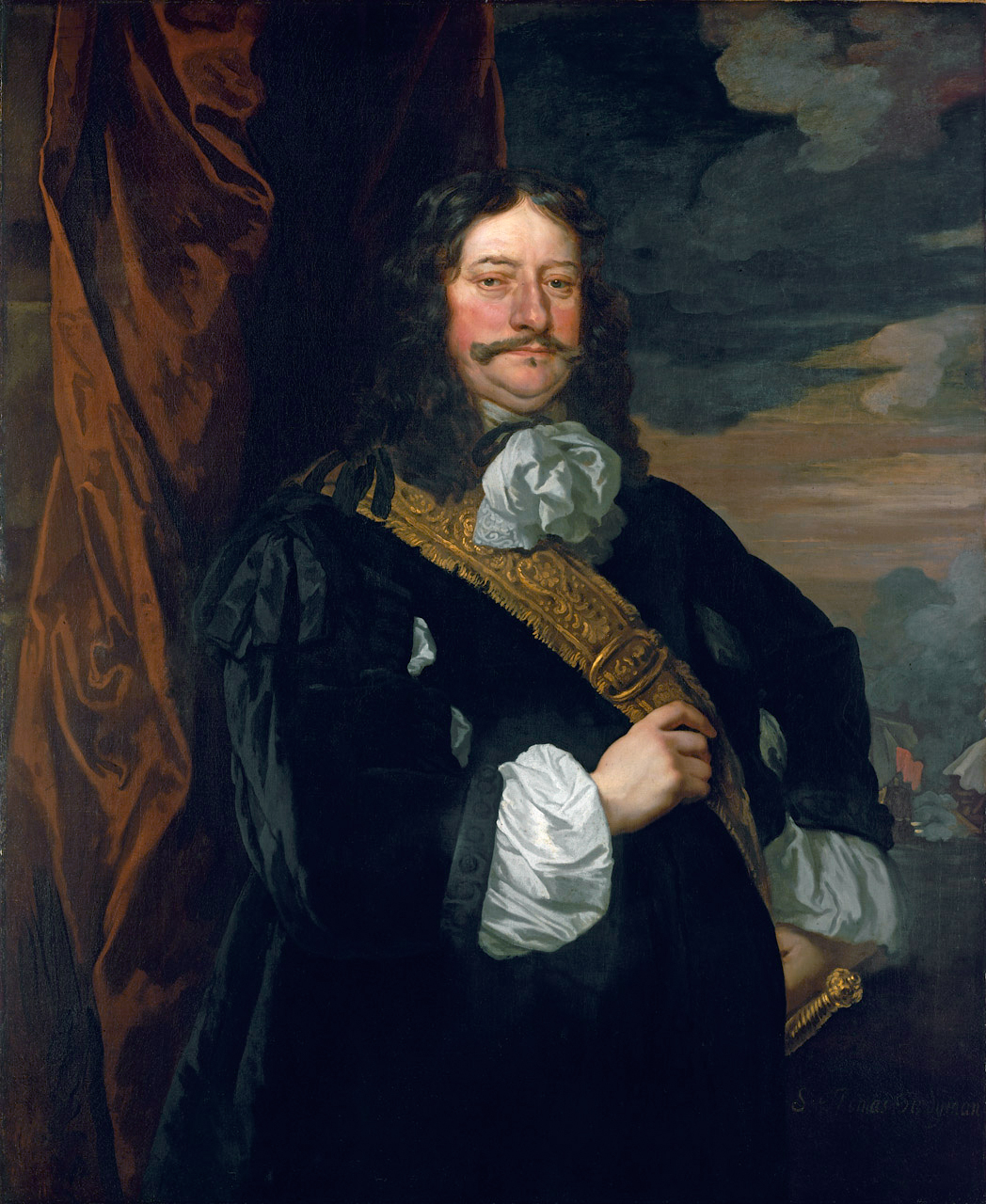
Контр-адмирал сэр Томас Теддиман; портрет Питера Лили (1666)

Когда 11 августа 1665 года эскадра Томаса Теддимана подошла к Бергену, для нападения на конвой в его распоряжении оставались только 15 кораблей и 2 брандера. Остальные 5 кораблей были отнесены южнее сильным штормом. Прибывший на борт английского флагмана датский чиновник сообщил англичанам, что по условиям договора не больше 5 военных кораблей одного государства могли одновременно войти в нейтральный Берген. Теддиман отправил своего представителя Эдварда Монтегю к коменданту крепости генерал-майору Иоганну Каспару фон Сисиньону и командующему датскими вооружёнными силами в Норвегии генералу Клаусу фон Алефельдту. Оба они были в курсе слухов о секретном договоре между королями Дании и Англии, однако никаких конкретных приказов не получали. Курьер, выехавший из Копенгагена 24 июля, ещё не успел достичь Бергена. Переговоры продолжались всю ночь. Генерал Алефельдт, стремясь выиграть время, необходимое, чтобы дождаться приказа от короля, предложил Теддиману напасть на голландский флот, используя не более шести кораблей и с двухдневной отсрочкой. Его предложение было категорически отвергнуто контр-адмиралом, понимавшим, что во-первых, за эти дни голландцы успеют подготовиться к нападению, а во-вторых, существует вероятность появления военного флота де Рюйтера, отправленного для охраны конвоя. На рассвете переговоры безрезультатно завершились и эскадра начала подготовку к нападению.

## Подготовка к сражению
В 4:00 утра 2 августа Монтегю вернулся, но был немедленно отправлен обратно Теддиманом с приказом откровенно пригрозить крепости применением насилия, если они продолжат упрямиться. Монтегю заявил норвежцам, что английский флот имеет 2000 орудий и 6000 солдат, но это не произвело на них впечатления, поскольку было очевидно, что истинный размер английских сил меньше примерно в три раза. В отчаянии Монтегю даже предложил коменданту крепости орден Подвязки в обмен на уступки. но вновь безрезультатно.
Между тем англичане стали грозить городу высадкой десанта. Многие жители, опасаясь грабежей, бежали. Де Биттер спешно отозвал с берега голландские экипажи. Многие голландские моряки имели большой военный опыт борьбы, к тому же Биттер мотивировал их обещанием выплаты заработной платы в трехкратном размере в случае победы.
Большинство голландских кораблей были хорошо укрыты в бухте. Примерно в 300 метрах от английской линии Де Биттер расположил с севера на юг Slot Hooningen, Catherina, свой флагман Walcheren, Gulden Phenix и Rijzende Zon. Тысячи моряков с лёгких судов были отправлены для усиления крепости.

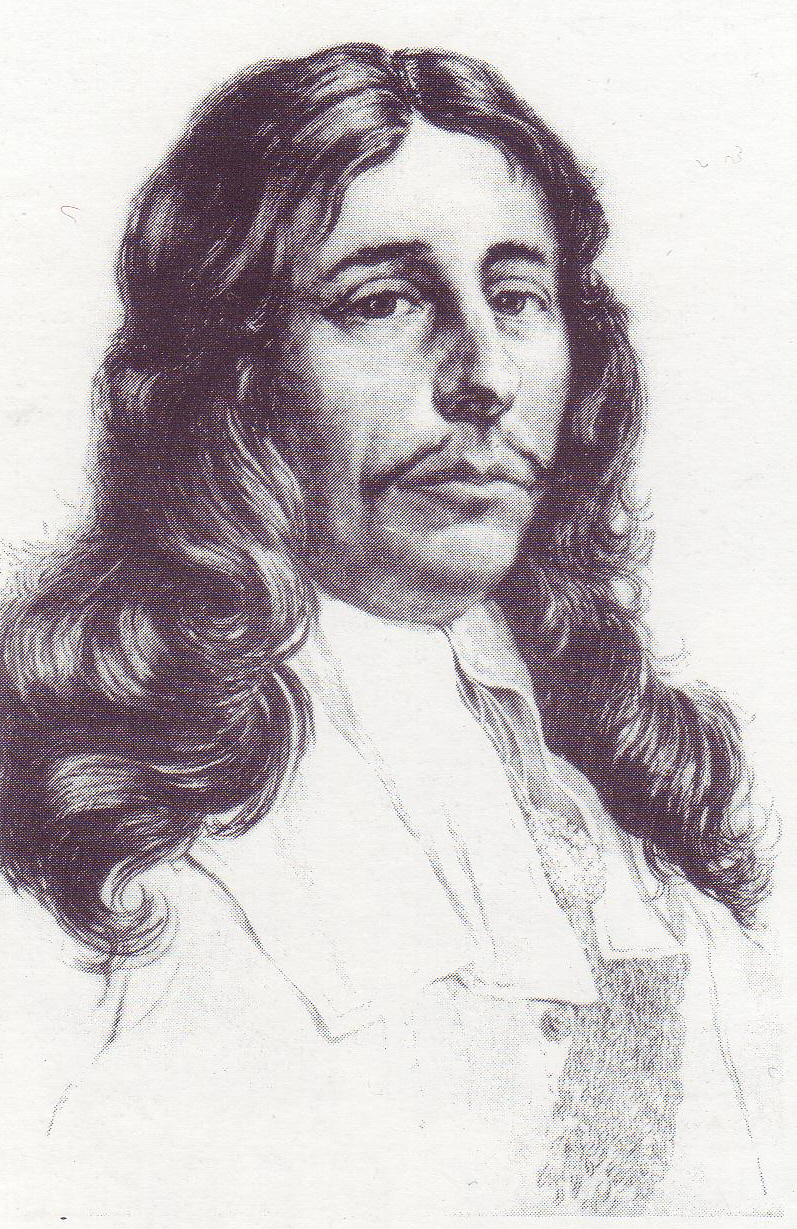
Командующий голландскими судами офицер Питер де Биттер

## Ход сражения

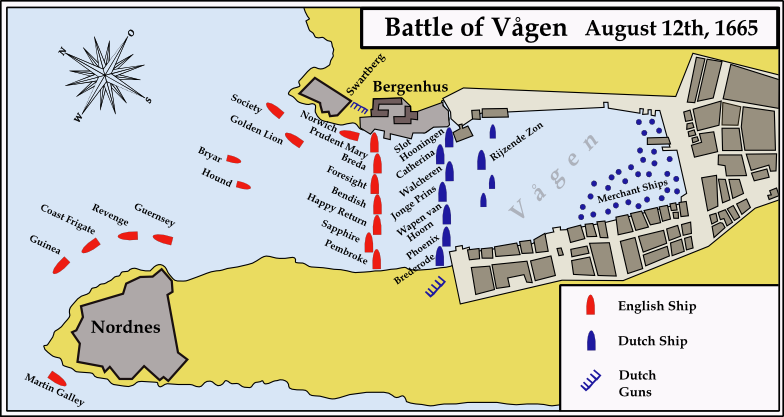
План сражения

Рано утром англичане ударили в барабаны и затрубили в трубы, чем возвестили начало атаки. Их экипажи обнажили головы для короткой молитвы, а затем спешно стали заряжать пушки.
Когда начался бой, оба флота находились лишь в нескольких сотнях метров друг от друга. Теддиман сразу решил пустить в ход брандеры. Голландцы расположили восемь тяжелых кораблей в линию поперёк бухты, чтобы иметь возможность одновременным залпом ударить по врагу. Английский флот находился с подветренной стороны и имел, таким образом, более выгодную позицию, но английские артиллеристы не учли этого, и поэтому их выстрелы в основном ушли мимо цели. Сильный южный ветер и дождь отнёс дым от английских пушек обратно к кораблям, ослепив канониров. В результате большинство выстрелов пришлись севернее, по крепости Бергена, и убили четырёх солдат гарнизона. Комендант крепости ответил огнём по английскому флоту. Английский флот, который в общей сложности насчитывал около 600 орудий и 2000 солдат, сам по себе намного превосходил силы норвежской крепости, включавшие всего 125 орудий и 200—300 человек. Однако корабли Теддимана были расположены в линию относительно голландцев, и потому стрельба по крепости была сильно затруднена. Теддиман рассчитывал, что голландцы быстро сдадутся под непрерывным огнём, но ошибся. После трёх часов перестрелки английские корабли сами были вынуждены отступить около десяти часов утра.
Англичане потеряли 421 человека: 112 убитыми (среди них большинство капитанов кораблей) и 309 ранеными. В биографии Джона Уилмота, 2-го граф Рочестера, рассказывается, что Рочестера, Монтегю и Джорджа Виндхэма, троих молодых дворян, одолевали предчувствия смерти. Они заключили договор, что тот, кто погибнет первым, явится к остальным в виде призрака. В конце боя Джордж вдруг начал дрожать от страха, Эдвард Монтегю обнял его, желая приободрить, после чего они оба были убиты взрывом пушечного ядра.
Голландский флот также понёс серьезный урон, особенно Catherina, потеряв около 25 погибших и 70 раненых. Восемь человек погибли в крепости, ещё десять — в городе.

## Результаты
После неудачи в сражении английский флот отступил в ближайший фьорд. Два дня спустя генерал Алефельдт с опозданием получил инструкции от короля, согласно которым не должен был препятствовать нападению англичан на голландский флот. Сэр Томас Клиффорд отправился в Берген в качестве парламентёра для новых переговоров с датчанами. Однако, даже получив королевский приказ, Алефельдт старался избежать действий, которые могли быть расценены голландцами как враждебные. Он поставил англичанам несколько условий. Во-первых, датско-норвежские войска не приняли бы участия в нападении, во-вторых, англичане не должны были сходить на берег и использовать плавучие маяки. И, наконец, в-третьих, генерал пожелал сам назначить время нападения. Англичан такие условия вновь не устроили. Таким образом, переговоры вновь закончились ничем и Томас Теддиман вынужден был вернуться к основным силам английского флота. Генерал Алефельдт конфисковал пушки и часть товаров, привезённых голландцами на берег, в качестве платы за помощь в защите от нападения англичан.
Вскоре норвежского побережья достиг голландский военный флот, отправленный для эскортирования торговых судов в домашние гавани. Однако на обратном пути конвой вновь попал в сильный шторм, и часть торговых судов отстала. Некоторые из них были захвачены английским флотом. В частности, 13 сентября 1665 два больших судна из Ост-Индии попали в руки англичан. 19 сентября 1665 их судьба постигла ещё четыре корабля. Захват этих судов стал фактически единственным успехом англичан в войне со времени Лоустофтского сражения. Поражение при Бергене привело к отстранению графа Сандвича от командования английским флотом. Вскоре его место занял Джордж Монк, 1-й герцог Альбемарль.